# 택티컬 브리치 위저드
택티컬 브리치 위저드(Tactical Breach Wizards)는 서스피셔스 디밸롭먼츠(Suspicious Developments)가 개발한 2024년 턴제 전략 비디오 게임이다. 플레이어는 국제적인 음모를 막기 위해 싸우는 마법사 팀을 조종한다. 임무는 유머러스하며 첩보 스릴러 요소가 포함되어 있다. 이 게임은 윈도우용으로 출시되었으며, 출시와 동시에 스팀에서 베스트셀러가 되었다.

## 게임플레이
플레이어는 도시 판타지를 배경으로, 신정 정치와 민간군사기업에 맞서 싸우는 추방된 마법사 그룹을 조종한다. 팀에는 최대 5명의 마법사가 참여할 수 있다. 각 마법사는 고유한 기술 세트를 가지고 있다. 예를 들어, 기상 마녀는 상대를 밀쳐낼 수 있는 번개를 소환할 수 있고, 강령술사는 이미 죽은 사람을 치료할 수 있다. 임무를 완료하고 경험이 쌓이면 추가 기술을 잠금 해제할 수 있다.
문을 뚫기 전에 팀은 농담을 주고받는다. 문을 뚫으면 턴제 전술 전투가 시작된다. 전투 중에 팀의 예언자는 잠시 미래를 엿볼 수 있어, 플레이어가 자신의 선택이 어떻게 전개될지 미리 볼 수 있다. 플레이어가 결과가 마음에 들지 않으면, 자신의 행동을 취소하고 다른 전술을 시도할 수 있다. 이는 플레이어가 턴을 종료하기 전까지 가능하다. 각 레벨에는 필수 및 선택 목표가 있다. 누군가를 창문 밖으로 밀어내거나 두 턴 안에 모든 적을 물리치는 것과 같은 선택 목표는 팀원의 자신감을 높여준다. 이는 특수 의상을 잠금 해제한다.
임무는 다시 플레이할 수 있지만, 추가 경험치를 주지는 않는다. 임무를 완료한 후에는 컷씬, 추가 대화, 불안한 꿈 등이 이어지며, 이 모든 것이 플롯을 진행시킨다. 선택 사항인 불안한 꿈은 특수 능력을 잠금 해제하는 특별한 도전을 포함한다. 게임에서 승리한 후, 플레이어는 게임 후 도전을 계속할 수 있다. 더 어려운 난이도 모드도 있으며, 택티컬 브리치 위저드에는 레벨 에디터가 포함되어 있다.

## 줄거리
두 마법사 병사, 해군 예언자 잔 베스커와 강력한 크로노맨서 리브 케네디는 드루이드 마피아가 지배하는 요다사 해협의 배를 급습하여 인질을 붙잡는 임무를 수행한다. 그들은 인질이 있는 선실에 도착하지만, 리브는 갑자기 신비한 적에게 붙잡힌다. 잔은 리브와 인질을 모두 구할 수 없다는 것을 예견하고, 리브가 텔레포트되어 사라지는 동안 인질을 데리고 탈출할 수밖에 없었다.
몇 년 후, 폭풍 마녀이자 탐정인 젠 켈런은 경찰서에서 경찰서장과 폭력배 의사 데사 뱅크스와 관련된 사건을 논의한다. 갑자기 역은 리액터라는 민간군사기업 소속의 용병 팀에게 공격을 받는데, 이 팀은 케네디가 이끌고 있다. 젠은 요다사 작전 이후 불명예 제대한 잔과 마주친다. 그들은 힘을 합쳐 리브를 추적하지만, 리브는 뱅크스를 데리고 도망친다. 두 사람은 전국을 가로질러 리브를 추적하고, 그녀의 팀이 마나 크리스탈 저장고를 파괴하고 있음을 발견하지만, 그들은 인접한 리볼리 국가로 도피한다.
리볼리에서 그들은 뱅크스를 리액터의 포로에서 구출할 수 있었고, 뱅크스는 자신이 이미 죽은 사람만 치료할 수 있는 강령술사임을 밝힌다. 그녀는 케네디가 임무에서 돌아올 때마다 신비한 질병에 시달렸고, 뱅크스는 그녀를 죽이고 소생시키는 임무를 맡았다고 설명한다. 뱅크스와 함께 팀은 리액터를 따라 칼란 국가로 향한다. 칼란은 예배당으로 알려진 억압적인 신정 정부가 지배하는 곳이다. 그들은 도착하자마자 예배당 군사 경찰에게 붙잡히지만, 예배당에 대한 시민 저항의 지도자인 달 사빈의 개입으로 구출된다. 달은 예배당을 비난하고 인접한 메딜 섬의 임박한 침공 동기를 밝히는 녹음 자료를 확보하는 데 팀이 도와달라고 설득한다. 리액터가 연루되었을 수도 있다고 생각한 젠은 동의한다.
저항군은 녹음 자료를 확보한다. 녹음 자료에는 예배당의 고위 사제가 침공은 메딜의 천연 마나 자원을 확보하기 위한 것이며, 예배당 종교의 기반이 되는 조상의 조언을 날조했음을 인정하는 내용이 담겨 있다. 팀은 예배당의 미디어국에 잠입하여 이를 전국에 방송하려 하지만, 저항군이 같은 목적으로 케네디의 팀을 고용했음을 알게 된다. 방송은 성공했지만, 케네디는 자신의 팀원인 드루이드 암살자 리온을 죽이고, 리액터 병력은 즉시 메딜로 향한다. 뱅크스가 리온을 소생시키자, 그는 리액터가 메딜을 침공할 계획이었기 때문에 예배당이 그렇게 하는 것을 막았다고 말하며, 복수를 위해 그들의 병력에 합류한다. 그 후, 케네디는 잔을 협상에 초대한다.
케네디는 리액터가 마나 크리스탈을 사용하여 마법 능력이 없는 사람들에게 인공적으로 마법 재능을 깨우는 과정을 개발했지만, 그 과정에는 부작용이 있었고, 그것이 리볼리에서 그녀가 겪었던 질병이었다고 밝힌다. 리액터는 메딜의 마나에 접근하여 새로운 세계 초강대국을 만들기 위해 메딜을 침공하고 있다. 그녀는 또한 요다사 작전에서 자신이 다치지 않았으며, 그 후 자발적으로 군대를 그만두고 리액터에 합류했고, 배에 있던 인질이 각성 과정의 첫 번째 실험 대상이었다고 설명한다. 잔이 혼란스러워하자, 그녀는 그에게 그의 작전 기억이 틀렸으며, 그가 공황 상태에 빠져 인질의 죽음과 그녀의 포획으로 이어졌다고 알려준다. 마지막으로, 그녀는 그에게 회의 한 시간 전에 그의 팀원들을 모두 죽였다고 말하고 떠난다. 그러나 그녀가 모르는 사이에 뱅크스는 포털로 몸을 던져 살아남았고, 다른 사람들을 소생시킨다.
팀은 리액터를 따라 메딜로 향하고, 그곳에서 달은 메딜 시민 민병대의 지도자인 모스와 연결된다. 그들은 리액터의 목표가 국가의 중앙 마나 광산에 있음을 확인하고, 광산에 도착하기 전까지 전국을 헤쳐나간다. 젠과 달은 폭발을 일으켜 국가의 마나 매장량을 아래 광산으로 붕괴시키고, 뱅크스와 리온은 리액터 화염술사를 속여 가연성 마나를 파괴하게 한다. 그 동안 잔은 지붕에서 케네디를 막는다. 마침내, 그들은 지붕에서 다시 만나 케네디를 물리친다. 뱅크스는 그녀의 머리에 총을 쏘고, 플레이어는 그녀를 죽게 내버려두거나 메딜에서 재판을 받도록 소생시킬 수 있다. 각 캐릭터에게는 여러 엔딩이 가능하며, 결론 이후의 그들의 행동을 묘사한다.

## 개발
개발자 톰 프랜시스는 이전에 게임 저널리스트였다. 턴제 전략 게임을 만들겠다는 아이디어는 그가 엑스컴 2에서 겪었던 문제에서 비롯되었다. 프랜시스는 엑스컴 2가 자신이 가장 좋아하는 게임 중 하나였음에도 불구하고, 레벨 디자인을 단순화하여 좌절감을 줄이는 것과 같이 개선될 수 있는 "크고 심각한 문제"가 있다고 느꼈다. 그의 문제점은 새로운 게임의 디자인 문서가 되었다. 콜 오브 듀티 스타일의 군사화된 마법사라는 개념은 PC 게이머 작가들 사이의 농담에서 나왔다. 레인보우 식스: 베가스 2는 SWAT 전술에 영감을 주었고, 더글러스 애덤스는 글쓰기에 영향을 미쳤다.
전술을 시험하고 결과를 볼 수 있는 능력은 프랜시스가 엑스컴에서 임의적인 이유로 팀원을 잃는 것에 대한 좌절감에서 비롯되었다. 프랜시스는 인투 더 브리치 개발자들과 이 점에 대해 논의했는데, 이 게임은 UI를 사용하여 행동이 어떻게 전개될지를 플레이어에게 알려준다. 프랜시스는 처음에는 UI 요소를 사용하지 않는 것이 더 낫다고 생각했지만, 플레이어들은 UI 피드백 없이 전술을 반복적으로 테스트하는 것을 좋아하지 않았다.
주인공 중 한 명인 젠은 원래 전직 경찰로 설계되었다. 2020년 조지 플로이드 시위로 인해 프랜시스는 전직 경찰이 SWAT 스타일의 급습을 이끄는 것이 좋은 생각인지 고민하게 되었다. 그는 경찰 폭력에 대한 논평을 포함하도록 젠의 배경을 다시 작성하려고 시도했지만, 친구들의 피드백을 통해 그것이 나쁜 생각이라는 것을 확신하게 되었다. 그 주제는 캐릭터의 배경으로 다루기에는 너무 컸고, 그의 노력은 다른 모든 것에 대한 건조하고 코믹한 시각과는 어조가 맞지 않았다. 대신, 프랜시스는 젠을 탐정으로 만들었다.
Suspicious Developments는 2024년 8월 22일 Windows용 택티컬 브리치 위저드를 출시했다. 특별판에는 개발자 코멘터리가 포함되어 있는데, 이 코멘터리 자체를 게임 내 무기로 사용하여 적에게 던질 수 있다.

## 평가
택티컬 브리치 위저드는 리뷰 애그리게이터 웹사이트 메타크리틱에 따르면 "대체로 호의적인" 평가를 받았다. 오픈크리틱은 비평가들의 100%가 이 게임을 추천한다고 판단했다. PC 게이머는 이 게임이 엑스컴이 "가운을 입고 마법사 모자를 쓴" 게임이 되는 것을 피했다고 언급하며, 하나의 퍼즐 게임 같은 해결책에 집중하지 않고 많은 전술적 선택지를 제공하는 짧은 전투에 중점을 두었다고 말했다. 게임스팟과 유로게이머도 마찬가지로 행동을 되돌릴 수 있는 기능이 제공하는 자유를 칭찬하며, 플레이어가 실험하고 자신만의 해결책을 찾을 수 있게 해준다고 평했다. Rock, Paper, Shotgun, 게임스팟, 유로게이머, 그리고 에지는 모두 이 게임이 전술 게임의 하드코어 팬과 캐주얼 팬 모두에게 어필할 수 있는 능력을 칭찬했다.
PC 게이머는 선택 목표를 완료하는 것을 즐겼는데, 그중 많은 부분이 재미있는 콤보를 찾아내도록 유도했다. Rock, Paper, Shotgun은 이 도전을 존 윅의 스타일리시한 스턴트에 비유하며, 택티컬 브리치 위저드가 플레이어를 좌절할 정도로 어렵게 만들지 않으면서도 도전적인 능력을 칭찬했다. 게임 막바지에 PC 게이머는 캐릭터들이 즐겁게 압도적인 힘을 갖게 된다고 말했고, IGN은 다소 쉽지만 여전히 재미있다고 평했다. Rock, Paper, Shotgun은 한 기술이 너무 강력해서 거의 독점적으로 사용했다고 말했다. 그러나 게임스팟은 가끔 난이도 급상승이 있었다고 지적했다.
스토리에 대해 PC 게이머는 "매우 재미있고" "한결같이 진심 어린" 이야기라고 평했으며, 이는 훌륭한 전술 게임을 넘어 "기억에 남을 만한" 것으로 만들었다고 느꼈다. Rock, Paper, Shotgun은 메뉴조차도 심오함을 가지고 있으며 "훌륭하고, 배꼽 빠지게 웃긴 글"이라고 말했다. 게임스팟은 톰 클랜시 스타일 스릴러의 해체가 캠페인을 "즐겁게" 만들었다고 평했고, 가디언은 이 게임이 터무니없는 전제를 "진정으로 흥미로운 첩보 스릴러"로 바꾸면서 해당 장르의 의심스러운 윤리를 피하는 능력을 칭찬했다. 게임스팟은 게임 전체가 "재미있고 정겹다"며, 그들이 말하는 자아성찰이 충분히 가치 있다고 느꼈다. IGN은 스토리가 "충분히 견고하다"고 느꼈지만, 대화는 "전반적으로 절대적으로 훌륭하다"고 평했다.
출시 후 택티컬 브리치 위저드는 검은 신화: 오공과 Steam Deck에 이어 스팀에서 세 번째로 많이 팔린 게임이 되었으며, 2024년 8월 기준 사용자 평가는 98% 긍정적이었다. 게임스팟은 이 게임을 2024년 최고의 게임 목록에 포함시켰으며, Rock, Paper, Shotgun은 "최고 중 최고"라고 평가했다.

### 수상
| 연도 | 시상식                             | 부문                             | 결과 | Ref.          |
| ---- | ---------------------------------- | -------------------------------- | ---- | ------------- |
| 2024 | 골든 조이스틱 어워즈               | 최우수 스토리텔링                | 후보 | [ 18 ] [ 19 ] |
| 2024 | 골든 조이스틱 어워즈               | 최우수 인디 게임 - 자체 퍼블리싱 | 후보 | [ 18 ] [ 19 ] |
| 2024 | 골든 조이스틱 어워즈               | 올해의 PC 게임                   | 후보 | [ 18 ] [ 19 ] |
| 2025 | 제28회 D.I.C.E. 어워드             | 올해의 전략/시뮬레이션 게임      | 후보 | [ 20 ] [ 21 ] |
| 2025 | 인디펜던트 게임 페스티벌           | 시머스 맥널리 그랜드 프라이즈    | 가작 | [ 22 ] [ 23 ] |
| 2025 | 인디펜던트 게임 페스티벌           | 최우수 디자인                    | 수상 | [ 22 ] [ 23 ] |
| 2025 | 인디펜던트 게임 페스티벌           | 최우수 내러티브                  | 가작 | [ 22 ] [ 23 ] |
| 2025 | 제21회 영국 아카데미 게임스 어워드 | 게임 디자인                      | 후보 | [ 24 ]        |
| 2025 | 휴고상                             | 최우수 게임 또는 인터랙티브 작품 | 미정 | [ 25 ]        |

## 같이 보기
- 위자드 위드 어 건